# 克拉斯諾西爾卡 (舍佩蒂夫卡區)
50°9′7″N 27°5′2″E / 50.15194°N 27.08389°E
克拉斯諾西爾卡（烏克蘭語：Красносілка），是烏克蘭的村落，位於該國西部赫梅利尼茨基州，由舍佩蒂夫卡區負責管轄，面積47平方公里，海拔高度270米，2001年人口395。